# Blood Sugar Sex Magik
Blood Sugar Sex Magik é o quinto álbum de estúdio da banda estadunidense de rock Red Hot Chili Peppers, lançado no dia 24 de setembro de 1991, sendo um dos mais aclamados álbuns do rock alternativo. Foi produzido por Rick Rubin e é o primeiro trabalho da banda lançado pela Warner Bros. Records. Os estilos musicais da obra diferem notadamente das técnicas empregadas no álbum anterior, Mother's Milk e contou com pouco uso de riffs do heavy metal. Suas letras abordam temas como insinuações sexuais e referências a drogas e morte, bem como temas de luxúria, preconceito e relacionamentos frustrados do vocalista Anthony Kiedis com algumas mulheres.
Blood Sugar Sex Magik é reconhecido como um componente influente da ascensão do rock alternativo no início da década de 1990 e foi a introdução do Red Hot Chili Peppers em popularidade mundial. Curiosamente foi lançado no mesmo dia do álbum Nevermind da banda grunge Nirvana. O álbum ficou em terceiro lugar na Billboard 200 e recebeu disco de platina sétuplo pela Recording Industry Association of America (RIAA). O grupo produziu vários singles, sendo que o primeiro deles, "Give It Away", foi o primeiro da banda a atingir a primeira posição na Alternative Songs. A gravação também marcou a saída do guitarrista John Frusciante durante a turnê em 1992 (até voltar em 1998), devido à sua incapacidade de lidar com a popularidade do álbum. Também está na lista dos 200 álbuns definitivos no Rock and Roll Hall of Fame.

## Antecedentes
Em 1988, logo após a turnê do seu terceiro álbum, o guitarrista original da banda, Hillel Slovak, morreu decorrente de uma overdose de heroína. O baterista Jack Irons deixou o grupo logo em seguida, fazendo com que o vocalista Anthony Kiedis e o baixista Flea procurassem um novo guitarrista e baterista. John Frusciante, um grande fã do Red Hot Chili Peppers, manifestou interesse em ocupar o lugar de Slovak, mas DeWayne "Blackbyrd" McKnight já havia sido escolhido como novo guitarrista. O tempo de Blackbird na banda foi breve, durando apenas três shows em setembro de 1988, antes de ser demitido por diferenças criativas. Durante esse tempo Frusciante estava prestes a se tornar membro da banda de punk rock Thelonious Monster, mas foi convidado por Flea para se juntar ao Red Hot Chili Peppers, o que foi aceito de imediato. Após várias audições e faltando apenas duas semanas para o início da pré-produção de Mother's Milk, Chad Smith foi o escolhido como novo baterista. Mother's Milk se tornaria o segundo álbum da banda a entrar na Billboard 200, atingindo um pico de número 52. Embora conseguisse um pequeno sucesso, a produção com o produtor Michael Beinhorn foi desgastante. Ele convenceu Frusciante a tocar com um estilo mais pesado, além de instruir Kiedis a escrever letras que seriam mais viáveis para rádios, fazendo com que a banda se sentisse limitada criativamente.
Como o contrato do Red Hot Chili Peppers com a EMI havia acabado, eles começaram a procurar uma nova gravadora para lançar seu próximo álbum. O grupo chegou a um consenso com a Sony BMG e foi prometido que a negociação levaria apenas alguns dias, mas acabou se estendendo por vários meses. Apesar de um acordo feito com a Sony/Epic, Mo Ostin, da Warner Bros. Records, parabenizou Kiedis pelo negócio bem sucedido e elogiou a gravadora rival. Kiedis lembra: "Mo Ostin chamou-me pessoalmente para me encorajar a fazer um grande disco para uma empresa rival. Era o tipo de cara que eu gostaria de estar trabalhando." Kiedis perseguiu a ideia e, finalmente, deixou de assinar com a Sony em favor de um acordo com a Warner Bros. Ostin chamou um velho amigo da EMI, que imediatamente permitiu a transferência de rótulo.

## Produção
Agora com um novo contrato de gravação, os Chili Peppers começaram a procurar um novo produtor. Uma pessoa em particular, Rick Rubin, se destacava por ser mais liberal, ao contrário dos produtores que a banda tinha trabalhado anteriormente. Eventualmente o grupo decidiu que ele seria a melhor escolha, e desse modo foi contratado para produzir o que se tornaria o Blood Sugar Sex Magik. Diferentemente dos antigos produtores dos Peppers, Rubin era alguém que eles sentiam confiança para pedir orientação em momentos de dificuldade. Ele costumava ajudar na organização de batidas, melodias de guitarra e letras.
A banda procurou gravar o álbum em um ambiente não convencional, acreditando que isso aumentaria sua produção criativa. Rubin sugeriu a The Mansion, antiga residência do ilusionista Harry Houdini, local o qual eles concordaram. O grupo decidiu que ficariam na mansão durante a gravação, embora Smith, convencido de que o local era assombrado, se recusasse a ficar. Ele, ao contrário dos outros, ia todos os dias de motocicleta até a mansão. Frusciante concordava com Smith, mas se sentia bem na casa.
Frusciante, Kiedis e Flea tinham seus próprios quartos separados em cada extremidade da casa. Quando não estava gravando com a banda, Frusciante ocupava seu tempo pintando, ouvindo música, lendo e gravando canções que escrevia. Devido ao isolamento e do local ser grande o suficiente para acomodar os equipamentos de gravação, Kiedis acabou gravando todos os seus vocais em seu quarto. Por mais de 30 dias, os Chili Peppers trabalharam dentro da casa. Quando o álbum foi concluído, a banda lançou um documentário intitulado Funky Monks.

## Música
Blood Sugar Sex Magik foi escrito em um ritmo mais rápido do que o álbum anterior, Mother's Milk. Antes da transferência do Chili Peppers para a mansão, Frusciante e Kiedis organizavam juntos em suas casas as estruturas das músicas e os riffs de guitarra. Eles então apresentariam as ideias para Flea e Smith, e a banda iria, como um todo, decidir o que usaria para o conjunto de baixo, guitarra, vocal e bateria.
Kiedis foca suas letras principalmente em referências sexuais, como em "Suck My Kiss," "If You Have to Ask," "Sir Psycho Sexy," "Give It Away" e "Blood Sugar Sex Magik". Ele também começou a escrever sobre a angústia vinda do uso de heroína e cocaína e acreditava que sua vida tinha chegado ao ponto mais baixo quando iria se drogar debaixo de uma ponte no centro de Los Angeles. Eventualmente, Rubin viu um poema que se tornaria a letra de "Under the Bridge" e sugeriu que Kiedis mostrasse ao resto do grupo. No entanto, ele ficou apreensivo, porque acreditava que a letra era "muito suave" e diferente do estilo da banda. Depois de cantar o verso para Frusciante, eles começaram a estruturar a música no dia seguinte. Os dois trabalharam por várias horas organizando acordes e melodias, até que concordaram que a canção estava completa.
Blood Sugar Sex Magik integrou o punk com o estilo funk, mas afastou-se disso em canções mais melódicas. Faixas como "The Righteous and the Wicked", "Suck My Kiss", "Blood Sugar Sex Magik", "Give It Away" e "Funky Monks" utilizam de riffs incorporados do heavy metal, mas foi diferente de Mother's Milk na medida em que continham menos distorção. Flea, que tinha centrado seu baixo na técnica do slap, passou a usar linhas mais tradicionais. "Breaking the Girl", uma das faixas mais melódicas do álbum, foi escrita sobre os relacionamentos de Kiedis. Ele temia estar seguindo os passos de seu pai, se tornando um mulherengo, em vez de estabelecer relações estáveis e de longo prazo.
Embora as jams sempre tivessem sido um aspecto importante nas composições do Chili Peppers, Blood Sugar Sex Magik teve canções que foram criadas com mais estrutura. Uma jam específica levaria a uma canção do álbum: Frusciante, Flea e Smith estavam tocando juntos com Kiedis em outra parte da sala assistindo quando "... Flea começou a tocar esta linha de baixo insana, e Chad enlouquecido tocou junto... Eu sempre tive fragmentos de ideias de músicas ou até mesmo frases específicas isoladas em minha mente. Eu (Kiedis) tomei o microfone e cantei Give it away, give it away, give it away, give it away now". Essas letras, que originaram "Give It Away", vieram de uma conversa de Kiedis com Nina Hagen sobre altruísmo e como os bens materiais foram insignificantes em sua vida. A canção "My Lovely Man" é um tributo ao guitarrista Hillel Slovak. Kiedis escreveu "Sir Psycho Sexy" para ser uma versão excessivamente exagerada de si mesmo, um homem que poderia ter qualquer mulher e fazer o que quisesse com elas. "The Power of Equality" fala sobre temas de igualdade racial, o preconceito e o machismo. Kiedis escreveu "I Could Have Lied" para documentar o breve relacionamento que teve com a cantora irlandesa Sinéad O'Connor.

## Arte do álbum
Todas as fotografias, pinturas e direção de arte para Blood Sugar Sex Magik foram creditadas por Gus Van Sant. A capa do álbum apresenta os quatro membros da banda posicionados em torno de uma rosa. As letras são impressas em letras brancas em um fundo preto escritos à mão por Kiedis. A cartilha também contém uma colagem de fotografias, reunidas para mostrar tatuagens dos membros da banda. Fotografias de cada membro da banda separado e duas fotografias da banda junta também estão incluídas.

## Promoção e lançamento
Blood Sugar Sex Magik foi lançado em 24 de setembro de 1991 e foi certificado de ouro pouco mais de dois meses depois, em 26 de novembro de 1991, e disco de platina em 01 de abril de 1992, e desde então recebeu sete vezes platina nos Estados Unidos. O álbum alcançou a posição de número 3 na Billboard 200. Originalmente, "Give It Away" não se saiu bem no mainstream devido ao fato de várias estações de rádio se recusarem a tocá-la, dizendo para "voltarem quando tiverem uma melodia em sua música". KROQ (de Los Angeles), no entanto, começou a tocar a música várias vezes por dia e de acordo com Kiedis, "foi o início da infusão de 'Give It Away' na percepção das pessoas". O single finalmente chegou ao número 9 na UK Top 40 e 73 na Billboard Hot 100. Blood Sugar Sex Magik vendeu mais de doze milhões de cópias em todo o mundo.
Devido ao sucesso de "Give it Away", a banda não previa que "Under the Bridge" tivesse bom desempenho nas paradas musicais. Representantes da Warner foram enviados a um concerto do Chili Peppers a fim de descobrir qual seria o próximo single. Quando Frusciante começou a tocar "Under the Bridge", toda a plateia começou a cantar a canção e então a faixa foi selecionada pela banda e representantes da gravadora como segundo single do Blood Sugar Sex Magik. Em janeiro de 1992, "Under the Bridge" atingiu um pico de número 2 na Billboard Hot 100.
Kiedis e Frusciante viajaram à Europa a fim de promover o álbum. No entanto, foi difícil para Frusciante se adaptar à vida fora da mansão, depois de estar em reclusão por quase 30 dias. Foi também durante este período que Frusciante começou a experimentar heroína, o que comprometeu sua estabilidade mental. A turnê europeia teve seus efeitos sobre Frusciante, e ele decidiu voltar para casa quando ele e Kiedis chegaram em Londres.

## Recepção crítica e legado
| Críticas profissionais | Críticas profissionais |
| Avaliações da crítica  | Avaliações da crítica  |
| Fonte                  | Avaliação              |
| ---------------------- | ---------------------- |
| Allmusic               | [ 23 ]                 |
| Entertainment Weekly   | A+                     |
| Mojo                   | [ 43 ]                 |
| The New York Times     | (favorável)            |
| Rolling Stone          | [ 45 ]                 |
| Sputnikmusic           | [ 46 ]                 |

Blood Sugar Sex Magik foi bem recebido pela crítica, que elogiou o Chili Peppers por não dominar o ouvinte com riffs de heavy metal, como o álbum anterior. Tom Moon da Rolling Stone creditou Rick Rubin pela mudança do estilo: Rubin "[deu] dinâmica aos Chilis." Steve Huey da Allmusic  disse que era "O melhor álbum do The Red Hot Chili Peppers ... a guitarra de John Frusciante é menos barulhenta, deixando espaço para diferentes texturas e linhas mais claras, enquanto a banda no geral é mais focada e menos indulgente." A Guitar Player creditou Frusciante pela mudança drástica do Red Hot Chili Peppers: "Misturando acid rock, soul-funk, art rock e blues com crueza e tons não processados de Strat e Marshall, ele bateu em uma fórmula explosiva que ainda está a ser copiada." Devon Powters do PopMatters, disse que "[...] Blood Sugar Sex Magik reconfigurou minha relação com a música, minha cultura, identidade, raça e classe."
Blood Sugar Sex Magik é considerado como sendo um influente álbum dos anos noventa, promovendo o rock alternativo ao mundo, assim, se tornando um fundamento nesse estilo musical. "Under the Bridge" foi considerado um dos destaques do álbum por diversos críticos, hoje a canção é considerada uma das músicas mais marcantes da história. A Allmusic revisou a música individualmente: "Tornou-se parte integrante da paisagem alternativa da década de 1990, e continua sendo um dos mais puros diamantes que brilham entre os ricos, os funks toscos e ricos que dominam a obra dos Peppers." Give It Away também foi elogiada "... uma mistura de livre associação de vibrações positivas, e homenagens aos herois musicais e ao amor livre". Faixas como "Sir Psycho Sexy", no entanto, foram criticadas por serem muito explícitas. Devon Powters da Pop Matters disse que as canções sobre sexo: "Simplesmente soam como merda".
Anos mais tarde, Blood Sugar foi incluído em muitas listas, especialmente naquelas referentes aos anos 90. A revista Spin colocou o álbum no número 58, no seu "90 Álbuns dos anos 90". O registro foi colocado em slapnpop Magazine em "Os 101 mais importantes álbuns de guitarra" e incluído no livro "1001 Discos Para Ouvir Antes De Morrer". Blood Sugar Sex Magik ficou em 310 na "Lista dos 500 melhores álbuns de sempre da revista Rolling Stone" e em 19 nos "100 Maiores Álbuns dos anos noventa".
Um crítico da extinta revista Showbizz fez uma curiosa comparação entre o álbum e o folclórico artilheiro Dadá Maravilha: "é pesado mas para no ar; é malandro mas é boa gente".[carece de fontes?]

### Reconhecimento
A informação relativa a reconhecimentos atribuídos ao Blood Sugar Sex Magik é adaptada em parte a Acclaimed Music.
| Publicação                               | País           | Reconhecimento | Ano  | Rank |
| ---------------------------------------- | -------------- | --- | ---- | ---- |
| Visions                                  | Alemanha       | "Mais importantes álbuns da década de 90" | 1999 | 1    |
| Pause & Play                             | Estados Unidos | "Os primeiros 100 álbuns da década de 1990" | 1999 | N/A  |
| Rolling Stone                            | Estados Unidos | "Os 500 Maiores Álbuns de Todos os Tempos" | 2003 | 310  |
| Rolling Stone                            | Estados Unidos | "Os 100 Maiores Álbuns dos anos noventa" | 2003 | 19   |
| Spin                                     | Estados Unidos | "Os primeiros 90 álbuns da década de 90" | 1999 | 58   |
| Q                                        | Reino Unido    | "90 álbuns da década de 1990" | 1999 | 58   |
| Guitarist Magazine                       | Reino Unido    | "Os 101 mais importantes álbuns de guitarra" | 2000 | N/A  |
| Guitar World                             | Estados Unidos | "Os 100 maiores álbuns de guitarra de todos os tempos"                                                                                           | 2006 | 18   |
| My Favourite Album                       | Austrália      | "Álbuns favoritos da Austrália de todos os tempos"                                                                                               | 2006 | 8    |
| 1001 Albums You Must Hear Before You Die | Estados Unidos | "Em Mother's Milk, de 1998, tinham aperfeiçoado uma mistura de hard rock, funk e músicas contagiantes. Agora bastava obterem um grande sucesso." | 2006 | N/A  |
| Rock and Roll Hall of Fame               | Estados Unidos | "Os 200 definitivo: Os primeiros 200 álbuns de todos os tempos"                                                                                  | 2007 | 88   |

## Turnê e saída de Frusciante
Antes da turnê começar, Kiedis viu o vídeo da música "Rhinoceros" do The Smashing Pumpkins na MTV. Ele então chamou o empresário da banda e pediu-lhe para convidar o The Smashing Pumpkins para a turnê. Vários dias após os Pumpkins confirmarem que iria acompanhar o Red Hot Chili Peppers, o ex-baterista do Chili Peppers, Jack Irons, ligou e pediu para a banda permitir que o novo grupo de seu amigo, Pearl Jam, abrisse shows para eles na próxima turnê. O primeiro show após o lançamento do Blood Sugar Sex Magik foi no Oscar Meyer Theater em Madison, Wisconsin.
Blood Sugar Sex Magik começou a vender massivamente durante sua turnê pelos EUA. Frusciante, que preferiu o Chili Peppers no cenário musical underground, entrou num estado de negação e depressão por causa disso. De acordo com Kiedis, "Ele começou a perder todos os seus aspectos maníacos, despreocupados e divertidos de sua personalidade. Mesmo no palco, havia uma energia muito mais séria ao seu redor." Frusciante foi lentamente desaparecendo do grupo, e começou a guardar rancores de seus companheiros de banda. Ele viu a popularidade recente do grupo como vergonhosa.
Tensões começaram a existir entre Kiedis e Frusciante. Com o Peppers agora a fazer shows em arenas ao invés de teatros, os organizadores decidiram que o Pearl Jam deveria ser substituído por um grupo mais bem sucedido. Kiedis entrou em contato com o baterista do Nirvana, Dave Grohl, e perguntou se a banda dele poderia substituir o Pearl Jam na turnê; Grohl aceitou a oferta. Billy Corgan, do Smashing Pumpkins, no entanto, se recusou a tocar com o Nirvana por ele ter namorado a mulher do vocalista Kurt Cobain, Courtney Love. Portanto, o Pumpkins deixou a tour, assim como o Pearl Jam. Seu primeiro show com o Nirvana foi na L.A Sports Arena. Quando o Red Hot Chili Peppers terminou a turnê com o Nirvana, viajaram para a Europa, onde Frusciante tinha a necessidade de se conectar com alguém e por isso levou sua namorada, Toni Oswald. Kiedis disse que "John quebrou a nossa regra não escrita de nada de noivas ou namoradas na estrada." Eles brevemente interromperam a turnê europeia e foram para a cidade de Nova York e se apresentaram em um episódio do Saturday Night Live. A banda tocou "Under the Bridge", como o segundo número, um desempenho em que Kiedis se sentiu sabotado por Frusciante:
| “ | [Frusciante] estava tocando como se estivéssemos ensaiando a melodia. Bem, não estávamos. Estávamos na TV, ao vivo, diante de milhões de pessoas e era uma tortura. Eu comecei a cantar o que eu achava que era o tom em que ele estava tocando. Senti que estava sendo esfaqueado nas costas e exprimido na frente de toda a América, enquanto o cara estava em um canto, tocando algum experimento fora de sintonia. | ” |

A banda deu uma pausa de duas semanas entre as turnês europeias e japonesas, que começou em maio de 1992. Minutos antes do Chili Peppers tocar em Tóquio, Frusciante se recusou a subir ao palco, alegando que ele tinha saído da banda. Após meia hora de persuasão, Frusciante concordou em tocar no show, apesar dele afirmar que seria seu último. A banda contratou o guitarrista Arik Marshall para terminar a turnê, que incluiu Lollapalooza e outros festivais. Marshall acabou sendo demitido logo depois.

## Faixas
Todas as músicas escritas e compostas por Anthony Kiedis, Flea, John Frusciante e Chad Smith, exceto onde indicado.
| N.º            | Título                         | Duração |  |
| 1.             | "The Power of Equality"        | 4:03    |  |
| 2.             | "If You Have to Ask"           | 3:37    |  |
| 3.             | "Breaking the Girl"            | 4:55    |  |
| 4.             | "Funky Monks"                  | 5:23    |  |
| 5.             | "Suck My Kiss"                 | 3:37    |  |
| 6.             | "I Could Have Lied"            | 4:04    |  |
| 7.             | "Mellowship Slinky in B Major" | 4:00    |  |
| 8.             | "The Righteous and the Wicked" | 4:08    |  |
| 9.             | "Give It Away"                 | 4:43    |  |
| 10.            | "Blood Sugar Sex Magik"        | 4:32    |  |
| 11.            | "Under the Bridge"             | 4:24    |  |
| 12.            | "Naked in the Rain"            | 4:26    |  |
| 13.            | "Apache Rose Peacock"          | 4:43    |  |
| 14.            | "The Greeting Song"            | 3:14    |  |
| 15.            | "My Lovely Man"                | 4:39    |  |
| 16.            | "Sir Psycho Sexy"              | 8:17    |  |
| 17.            | "They're Red Hot"              | 1:11    |  |
| Duração total: | Duração total:                 | 73:55   |  |

| Faixas bônus do iTunes |                        |                |         |  |
| N.º                    | Título                 | Compositor(es) | Duração |  |
| 18.                    | "Little Miss Lover"    | Jimi Hendrix   | 2:40    |  |
| 19.                    | "Castles Made of Sand" | Jimi Hendrix   | 3:21    |  |

### B-sides
| Canção                                      | Duração | Lançamento |
| ------------------------------------------- | ------- | --- |
| "Soul to Squeeze"                           | 4:50    | - B-side de "Under the Bridge" - Trilha sonora do filme Coneheads - The Plasma Shaft - Greatest Hits - Live Rare Remix Box                                                                       |
| "Search and Destroy" (Cover do The Stooges) | 3:34    | - B-side de "Give It Away" e "Suck My Kiss" - The Beavis and Butt-Head Experience - Live Rare Remix Box - We Will Fall: The Iggy Pop Tribute - Under the Covers: Essential Red Hot Chili Peppers |
| "Sikamikanico"                              | 3:23    | - B-side de "Under the Bridge" - Trilha sonora do filme Quanto Mais Idiota Melhor - The Plasma Shaft - Live Rare Remix Box                                                                       |
| "Fela's Cock"                               | 5:16    | - B-side de "Suck My Kiss", e "Breaking the Girl" - The Plasma Shaft - Live Rare Remix Box |

## Posições

### Álbum
| Parada              | Melhor posição | Certificados |
| ------------------- | -------------- | ------------ |
| Billboard 200       | 3              | 7× Platina   |
| UK Albums Chart     | 5              | Platina      |
| Canadá Albums Chart | 1              | 4× Platina   |
| Suécia Top 60       | 26             |              |
| Áustria             | 17             |              |
| França              | 71             |              |
| Finlândia           | 16             |              |
| Alemanha            | 12             | Platina      |
| Noruega             | 5              |              |
| Suíça               | 10             |              |
| Austrália           | 1              | 6× Platina   |
| Nova Zelândia       | 1              |              |

### Singles
| Ano  | Single              | Parada                 | Melhor posição |
| ---- | ------------------- | ---------------------- | -------------- |
| 1991 | "Give It Away"      | Modern Rock Tracks     | 1              |
| 1991 | "Give It Away"      | The Billboard Hot 100  | 43             |
| 1992 | "Under the Bridge"  | The Billboard Hot 100  | 2              |
| 1992 | "Under the Bridge"  | Mainstream Rock Tracks | 1              |
| 1992 | "Under the Bridge"  | Modern Rock Tracks     | 1              |
| 1992 | "Breaking the Girl" | Mainstream Rock Tracks | 1              |
| 1992 | "Breaking the Girl" | Modern Rock Tracks     | 19             |
| 1992 | "Suck My Kiss"      | Modern Rock Tracks     | 11             |

## Créditos
Red Hot Chili Peppers
- Flea – baixo, backing vocals, trompete, percussão, teclado
- John Frusciante – guitarra, backing vocals, percussão
- Anthony Kiedis – vocalista, percussão e Guitarra Base
- Chad Smith – bateria, percussão

Músicos adicionais
- Brendan O'Brien  – mellotron em "Breaking the Girl" e "Sir Psycho Sexy"
- Gail Frusciante e seus amigos – coro em "Under the Bridge"
- Pete Weiss – berimbau de boca em "Give It Away"

Pessoal da gravação
- Brendan O'Brien  – engenharia
- Chris Holmes – Engenharia de mixagem
- Rick Rubin – produção
- Howie Weinberg  – Masterização de áudio

Pessoal adicional
- Gus Van Sant – Direção de arte